# Eiji Kawashima
Eiji Kawashima (Yono, 20 de março de 1983) é um futebolista japonês que atua como goleiro. Atualmente joga pelo Júbilo Iwata.

## Carreira

### Infância e juventude
Kawashima iniciou sua carreira no futebol passando por diversos clubes amadores, incluindo a Yononishi Junior High School e a Urawa Higashi High School. Suas notas na escola eram excelentes, e ele recebeu recomendações para se inscrever em várias universidades, mas decidiu seguir a carreira de jogador de futebol. Kawashima recebeu uma proposta para integrar as categorias de base do Urawa Red Diamonds, mas o clube recusou. Em seguida, ele se juntou ao Omiya Ardija, onde sua carreira no futebol foi desenvolvida, sob a supervisão de Norio Sasaki, então gerente-geral do clube, que mais tarde se tornou técnico da Seleção Japonesa.

### Omiya Ardija
Pouco tempo após chegar ao Omiya, Kawashima viajou ao exterior para realizar uma série de testes no Parma, da Itália. Apesar de seu desejo de atuar na equipe que disputava a Serie A, sua proposta de contratação foi rejeitada pelo clube.

### Nagoya Grampus
Em 2004, Kawashima juntou-se ao Nagoya Grampus, onde teve que competir com o goleiro Seigo Narazaki pela posição de titular. No entanto, Narazaki conquistou mais tempo de jogo, deixando Kawashima como reserva. No final de 2005, sob a nova gestão de Sef Vergoossen, Kawashima recebeu mais oportunidades, disputando 10 partidas após uma lesão de Narazaki. Com o retorno de Narazaki, Kawashima voltou para o banco de reservas.

### Kawasaki Frontale
Antes da disputa da Liga dos Campeões da AFC, o Kawasaki Frontale contratou Kawashima por uma taxa de 150 milhões de ienes, um valor recorde de transferência na época. Após ingressar no clube, Kawashima demonstrou desempenho positivo no gol, conquistando cada vez mais tempo de jogo desde o início da temporada e mantendo sua posição como titular até deixar a equipe. Na AFC Champions League, o clube obteve sucesso notável, sendo o primeiro clube japonês a se classificar na fase de grupos, antes mesmo do Urawa Red Diamonds. No entanto, o Kawasaki foi eliminado nas quartas de final, em uma disputa de pênaltis contra o time iraniano Sepahan, após dois jogos sem gols. [carece de fontes?]

### Lierse SK
Após sua impressionante performance na Copa do Mundo, Kawashima se transferiu para a Europa, juntando-se ao clube belga Lierse SK. Após sua mudança para a Bélgica, Kawashima declarou:
| “ | Depois que eu experimentei a Copa do Mundo, eu pensei que me colocando em uma ambiente mais competitivo é a única maneira que eu posso melhorar. | ” |

No Lierse, Kawashima assumiu a titularidade logo após sua estreia. A equipe enfrentava uma luta constante contra o rebaixamento e, apesar das dificuldades, Kawashima se destacou com atuações sólidas, especialmente em jogos contra equipes como o Club Brugge, onde conseguiu manter o gol intacto. Suas atuações ajudaram o time a permanecer na primeira divisão. No final de sua primeira temporada, Kawashima foi eleito o MVP da equipe por escolha dos torcedores do Lierse. Kawashima foi nomeado capitão do Lierse de outubro de 2011. 2011–12 temporada vai contribuir para a parte residual da equipe pelo segundo ano consecutivo como a chave para a defesa o jogo inteiro jogou o jogo inteiro contra 36 da Taça da Liga, e também reduzir drasticamente o número de corridas foi a pior temporada da liga antes de foi eleito para o MVP da equipe, duas temporadas consecutivas. Em 19 de agosto de 2011, em uma partida entre Lierse e Germinal Beerschot, o Lierse vencia por 1–0 quando os torcedores do Beerschot lançaram um projétil na direção de Kawashima, insultando-o com gritos de "Kawashima-Fukushima!", em referência ao desastre nuclear de Fukushima. Depois de ter sido confrontado por Kawashima, o árbitro parou o jogo por alguns minutos até que a ordem foi restaurada. Após a partida terminou com um empate 1–1, Kawashima deixou o campo em lágrimas, visivelmente chateado com os insultos. Kawashima disse: "Eu posso passar muitas coisas, mas não é isso. Isso não é engraçado. Usando o drama de Fukushima desta forma não é nada engraçado".
O Beerschot divulgou um comunicado do clube sobre o incidente:
| “ | Nossos torcedores têm atravessado uma linha fina que um pouco de diversão se transforma em algo sério. Os cânticos que visam Eiji Kawashima, goleiro do Lierse, eram ofensivos e completamente fora de ordem. No entanto, o Beerschot concorda que Kawashima foi parcialmente responsável. O goleiro japonês também participou ao provocar os torcedores do Beerschot com gestos ofensivos, além de expressões faciais em direação ao nosso próprio goleiro. | ” |

O então goleiro do Beerschot, Stijn Stijnen, por outro lado, não reagiu a cânticos abusivos e insultos dos torcedores do Lierse. O Beerschot enfatizou ainda que é completamente inaceitável para afirmar insultos dessa natureza. A Real Associação Belga de Futebol (RBFA) multou o Beerschot em 30 mil francos suíços e os funcionários da RBFA desculparam-se não só com o Kawashima, mas também com Atsushi Yokota, o embaixador japonês da Bélgica, sobre o incidente. Em contraste, o Lierse protestou a RBFA, o que causou tumulto, enquanto o Beerschot postou um pedido de desculpas de autoridades japonesas. No dia 22 de setembro, o Beerschot emitiu uma nota oficial desculpando-se formalmente.

### Standard Liège
Kawashima foi anunciado como reforço do Standard de Liège no dia 18 de julho de 2012, assinando contrato por três temporadas. O goleiro japonês recebeu a camisa de número 1, utilizada anteriormente pelo equatoriano Rorys Aragón, e concorreu com Sinan Bolat e Anthony Moris pelo posto de titular. [carece de fontes?]

## Seleção Nacional

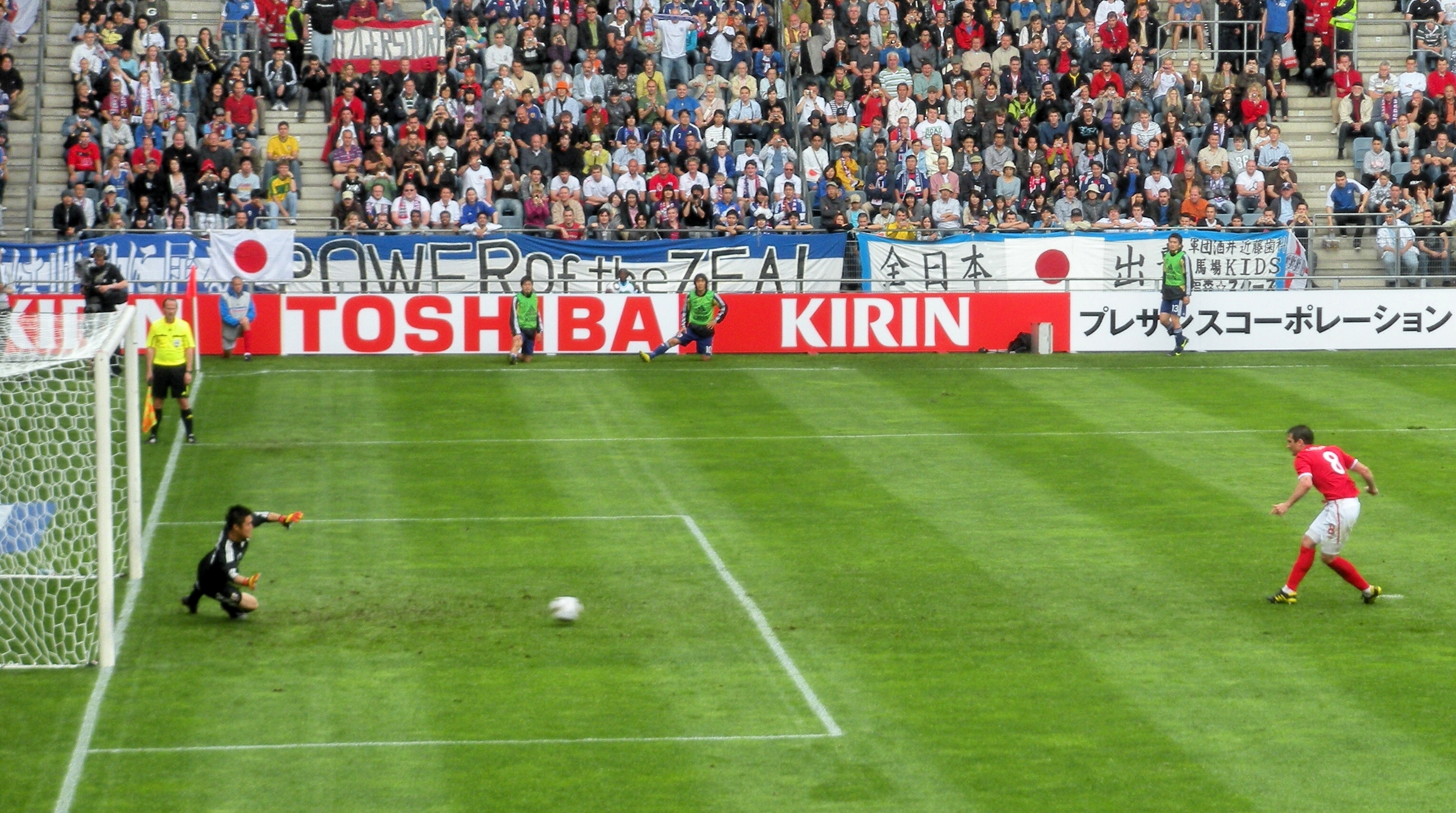
Kawashima defendendo um pênalti de Frank Lampard no dia 30 de maio de 2010

Convocado para a Copa do Mundo FIFA de 2010, realizada na África do Sul, inicialmente Kawashima seria reserva de Seigo Narazaki, que havia tido bom desempenho nas Eliminatórias. No entanto, Kawashima foi titular e realizou grandes defesas num amistoso contra a Inglaterra no dia 30 de maio. O goleiro chegou a salvar duas chances claras de Frank Lampard (inclusive defendendo um pênalti), além de uma finalização de Wayne Rooney, antes de ser vazado e sofrer dois gols. Por conta da boa atuação contra o English Team, Kawashima foi o escolhido pelo treinador Takeshi Okada para ser titular no primeiro jogo do Japão na Copa do Mundo. Os japoneses enfrentaram Camarões no dia 14 de junho, pela primeira rodada do Grupo E, e venceram por 1–0. Já na partida seguinte, contra a Holanda no dia 19 de junho, Kawashima foi novamente titular, mas não conseguiu impedir a derrota por 1–0, com gol de Wesley Sneijder. Cinco dias depois, atuou contra a Dinamarca e sofreu um gol de Jon Dahl Tomasson, de pênalti, mas viu os japoneses vencerem por 3–1, em jogo realizado no Estádio Royal Bafokeng. Classificado para as oitavas de final, o Japão enfrentou o Paraguai no Estádio Loftus Versfeld, em Pretória, e empatou por 0 a 0 no tempo normal. Na disputa por pênaltis, Kawashima não conseguiu defender nenhuma cobrança e viu os sul-americanos vencerem por 5–3.
Em 13 de janeiro de 2011, Kawashima cometeu um pênalti e foi expulso na vitória por 2–1 contra a Síria, em jogo válido pela fase de grupos da Copa da Ásia. Já no dia 25 de janeiro, o goleiro teve grande atuação contra a Coreia do Sul na semifinal. Após o empate por 2–2 no tempo normal, Kawashima brilhou na disputa por pênaltis, defendeu duas cobranças e o Japão se classificou ao vencer por 3–0. Na final contra a Austrália, realizada no dia 29 de janeiro, os japoneses sagraram-se campeões ao vencerem por 1–0, com gol de Tadanari Lee. Além do título, Kawashima também foi escolhido como o homem do jogo na final.

## Estatísticas

### Clubes
| Clube             | Ano               | Liga  | Liga | Copa1 | Copa1 | Copa da Liga2 | Copa da Liga2 | Continental3 | Continental3 | Outros4 | Outros4 | Total | Total |
| Clube             | Ano               | Jogos | Gols | Jogos | Gols  | Jogos         | Gols          | Jogos        | Gols         | Jogos   | Gols    | Jogos | Gols  |
| ----------------- | ----------------- | ----- | ---- | ----- | ----- | ------------- | ------------- | ------------ | ------------ | ------- | ------- | ----- | ----- |
| Omiya Ardija      | 2001              | 0     | 0    | 0     | 0     | 0             | 0             | -            | -            | -       | -       | 0     | 0     |
| Omiya Ardija      | 2002              | 8     | 0    | 4     | 0     | -             | -             | -            | -            | -       | -       | 12    | 0     |
| Omiya Ardija      | 2003              | 33    | 0    | 0     | 0     | -             | -             | -            | -            | -       | -       | 33    | 0     |
| Omiya Ardija      | Total             | 41    | 0    | 4     | 0     | 0             | 0             | -            | -            | -       | -       | 45    | 0     |
| Nagoya Grampus    | 2004              | 4     | 0    | 0     | 0     | 8             | 0             | -            | -            | -       | -       | 12    | 0     |
| Nagoya Grampus    | 2005              | 3     | 0    | 1     | 0     | 6             | 0             | -            | -            | -       | -       | 10    | 0     |
| Nagoya Grampus    | 2006              | 10    | 0    | 0     | 0     | 4             | 0             | -            | -            | -       | -       | 14    | 0     |
| Nagoya Grampus    | Total             | 17    | 0    | 1     | 0     | 18            | 0             | -            | -            | -       | -       | 36    | 0     |
| Kawasaki Frontale | 2007              | 34    | 0    | 4     | 0     | 3             | 0             | 7            | 0            | -       | -       | 48    | 0     |
| Kawasaki Frontale | 2008              | 34    | 0    | 1     | 0     | 1             | 0             | -            | -            | -       | -       | 36    | 0     |
| Kawasaki Frontale | 2009              | 34    | 0    | 1     | 0     | 3             | 0             | 9            | 0            | -       | -       | 47    | 0     |
| Kawasaki Frontale | 2010              | 11    | 0    | -     | -     | -             | -             | 6            | 0            | -       | -       | 17    | 0     |
| Kawasaki Frontale | Total             | 113   | 0    | 6     | 0     | 7             | 0             | 22           | 0            | -       | -       | 148   | 0     |
| Lierse            | 2010–11           | 23    | 0    | 2     | 0     | -             | -             | -            | -            | 5       | 0       | 30    | 0     |
| Lierse            | 2011–12           | 30    | 0    | 6     | 0     | -             | -             | -            | -            | 6       | 0       | 42    | 0     |
| Lierse            | Total             | 53    | 0    | 8     | 0     | -             | -             | -            | -            | 11      | 0       | 72    | 0     |
| Standard de Liège | 2012–13           | 19    | 0    | 0     | 0     | -             | -             | -            | -            | 0       | 0       | 19    | 0     |
| Standard de Liège | Total             | 19    | 0    | 0     | 0     | -             | -             | -            | -            | 0       | 0       | 19    | 0     |
| Total na carreira | Total na carreira | 243   | 0    | 19    | 0     | 25            | 0             | 22           | 0            | 11      | 0       | 320   | 0     |

### Seleção
| Seleção | Anos | Partidas | Gols |
| ------- | ---- | -------- | ---- |
| Japão   |      |          |      |
| 2008    | 1    | 0        |      |
| 2009    | 7    | 0        |      |
| 2010    | 8    | 0        |      |
| 2011    | 12   | 0        |      |
| 2012    | 11   | 0        |      |
| 2013    | 3    | 0        |      |
| Total   | 42   | 0        |      |

## Títulos
Strasbourg
- Copa da Liga Francesa 2018–19

Seleção Japonesa
- Copa Kirin: 2007, 2008 e 2009
- Copa das Nações Afro-Asiáticas: 2011
- Copa da Ásia: 2011

### Prêmios Individuais
- Campeonato Asiático Sub-19: 2002 (Melhor Jogador entre 11)
- J. League Best XI: 2009
- J. League Prêmio Fair Play: 2009